# Armani
Giorgio Armani S.p.A. je celosvětově působící italský módní dům. Byl založen v roce 1975 módním návrhářem Giorgio Armanim. Firma Armani se zaměřuje na navrhování, výrobu, distribuci a prodej luxusních oděvů, šperků, módních doplňků, kosmetiky a obuvi. Své produkty firma nabízí pod několika značkami (Giorgio Armani, Emporio Armani, Armani Exchange, Armani Jeans atd.).
Armani působí i v oblasti ubytování, stravování, vybavení a výzdoby domů. V roce 2005 firmy Armani a Emaar Properties zahájily spolupráci na vybudování sítě luxusních hotelů pod jménem Armani Hotels & Resorts. V roce 2014 byl ohlášen záměr vybudovat v Miami rezidenční komplex pod značkou Armani. Šedesátipatrový mrakodrap s 308 luxusními byty byl dokončen v roce 2019.
Společnost Armani má přes 300 obchodů ve více než 35 zemích a zaměstnává více než 5 500 lidí. V roce 2013 dosáhla zisku 401 milionů eur.

## Značky
- Giorgio Armani – luxusní dámská a pánská móda, která je dostupná pouze ve značkových prodejnách a vybraných luxusních buticích.
- Emporio Armani – značka dámské a pánské módy, která se zaměřuje na poslední módní trendy.
- Armani Jeans – kolekce denimového oblečení.
- Armani Collezioni – značka zaměřující se na klasický styl a elegantní oděvy.
- Giorgio Armani Privé – značka haute couture, která vyniká vysokou kvalitou a cenou.
- Giorgio Armani Beauty – pleťová a dekorativní kosmetika a parfémy.
- Armani Junior – oblečení pro děti.
- Armani Exchange – cenově dostupnější móda cílící na mladé zákazníky.
- EA7 – sportovní kolekce značky Emporio Armani.
- Armani/Ristorante – mezinárodní síť luxusních restaurací a kaváren.
- Armani Fiori – prodej květinových dekorací a aranžování květin.
- Armani/Casa – luxusní nábytek a bytový interiér.
- Armani Hotels & Resorts – síť luxusních hotelů. V současnosti jsou otevřeny dva z plánovaných sedmi. V roce 2010 byl otevřen první hotel v Dubaji, v nejvyšší budově světa Burdž Chalífa. V roce 2011 byl otevřen druhý hotel v Miláně. Všechny pokoje jsou vybaveny nábytkem Armani/Casa a interiéry byly osobně navrženy Giorgio Armanim[5].